# Christian Ritter (Fußballspieler)
Christian Ritter (* 9. August 1984 in Berlin-Steglitz) ist ein deutscher Fußballspieler.

## Karriere
Ritter, der aus der Jugend der Tasmania Gropiusstadt stammt, begann seine Karriere bei der zweiten Mannschaft des VfL Wolfsburg, für den er von 2002 bis 2004 in der Oberliga Niedersachsen/Bremen und in der Saison 2004/05 in der Regionalliga Nord spielte. In dieser Zeit durfte Ritter in zwei Pflichtspielen der Profis unter Trainer Jürgen Röber mitwirken. Am 12. Juli 2003 im UI-Cup beim 2:0 gegen Marek Dupniza, wo er in der 90. Minute für Roy Präger eingewechselt wurde und am 21. Februar 2004 in der Bundesliga, wo er beim 3:1 gegen den TSV 1860 München in der 89. Minute für Martin Petrow eingewechselt wurde. Anschließend an seine Zeit beim VfL Wolfsburg folgte der Wechsel zu TeBe Berlin in die NOFV-Oberliga Nord, den er aber nach einem halben Jahr in Richtung Tasmania Gropiusstadt verließ. Auch dort blieb er nur ein halbes Jahr und wechselte 2006 zu den Sportfreunden Lotte in die Oberliga Westfalen, wo er ebenfalls ein halbes Jahr blieb. Danach wechselte er zurück nach Berlin zum BFC Dynamo in die NOFV-Oberliga Nord, wo er bis 2009 blieb und in 41 Ligaspielen 21 Treffer erzielte. Nach fünfjähriger Vereinslosigkeit wechselte er 2014 zu Lupo Martini Wolfsburg in die Oberliga Niedersachsen. Dort blieb er ein halbes Jahr und wechselte anschließend zum SV Nordsteimke in die Kreisliga, wo er noch heute aktiv ist.